# Wibautstraat (Amsterdam)

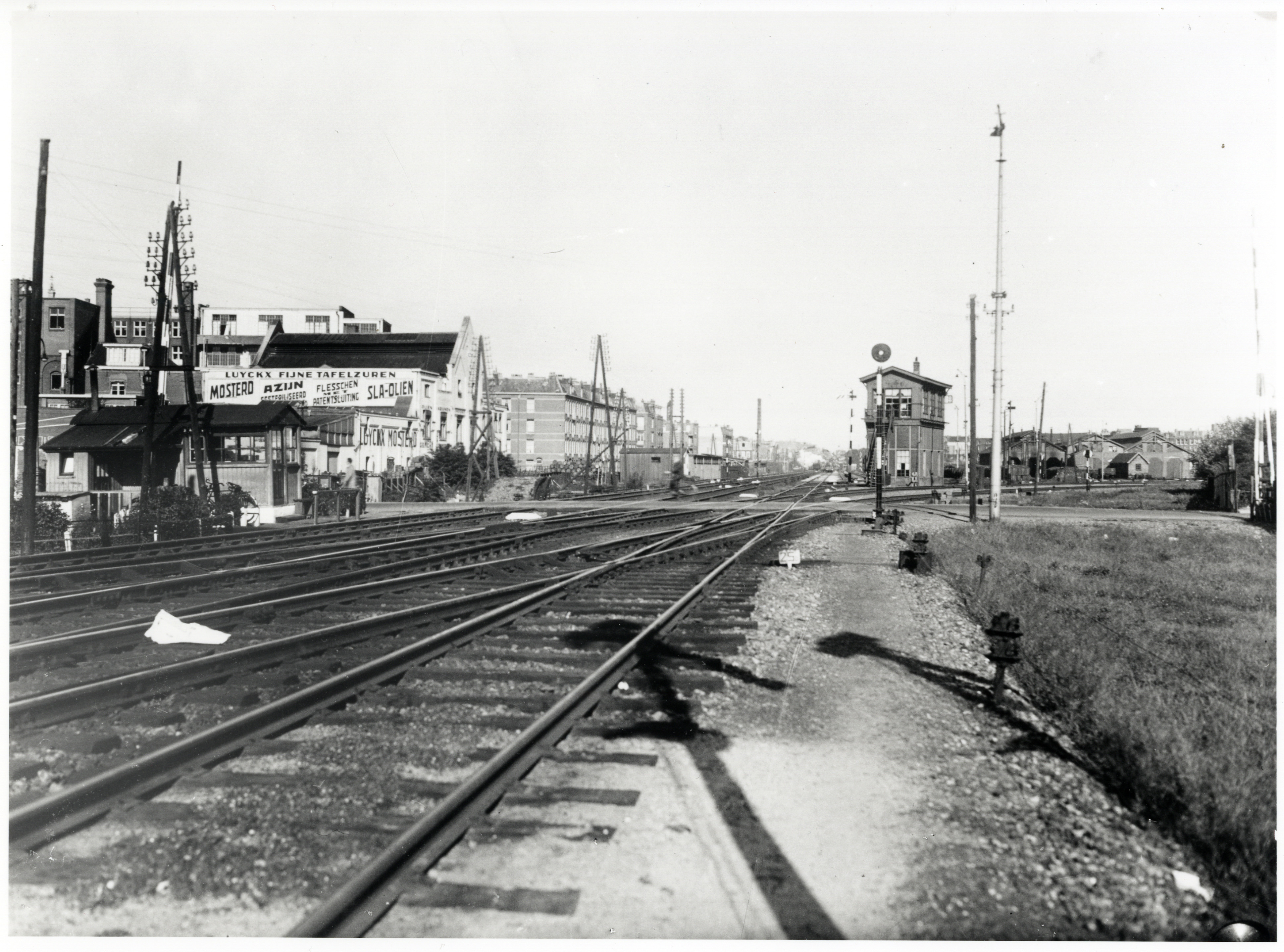
Spoorbaan gezien in noordelijke richting voor 1939 toen de Wibautstraat er nog niet was.

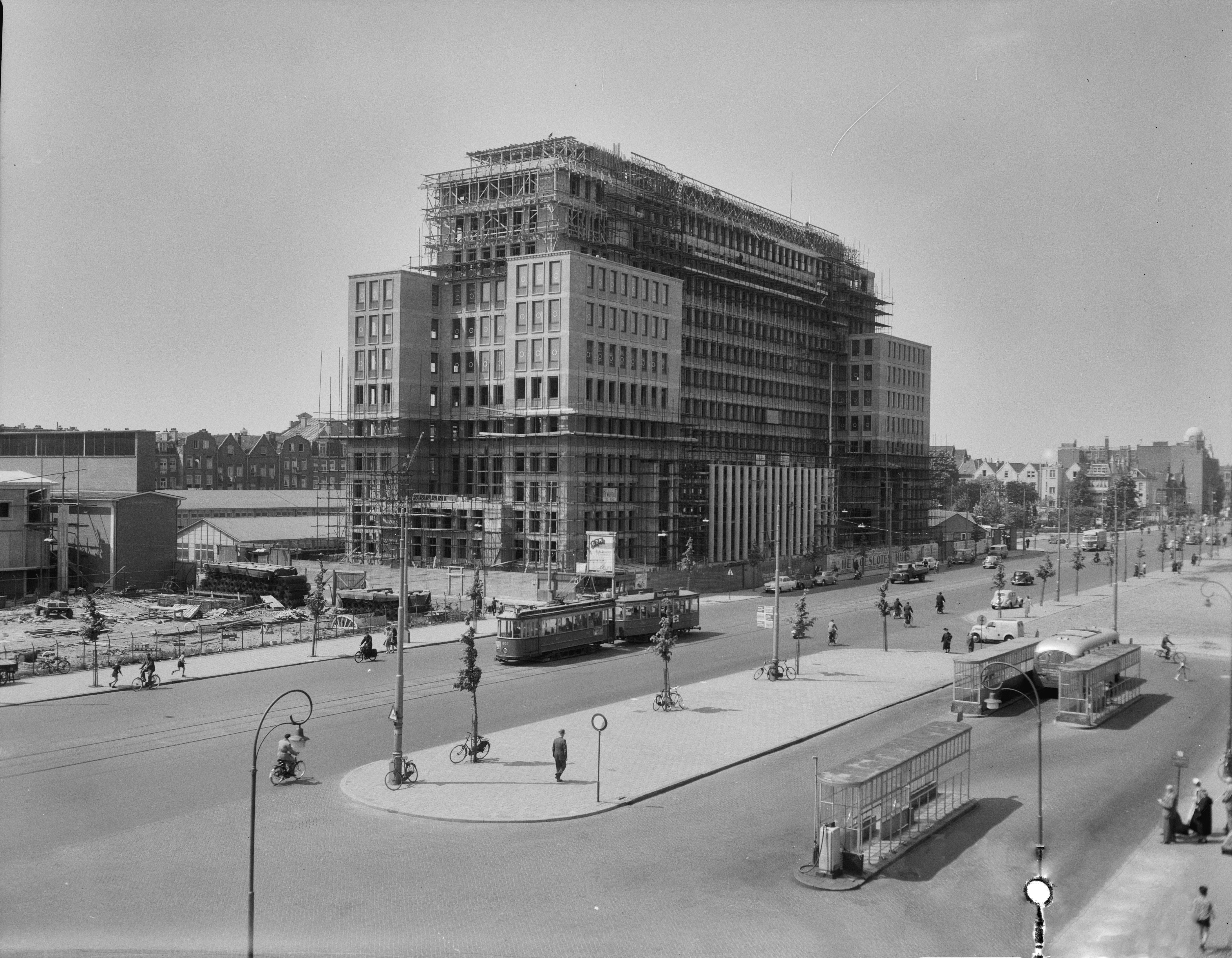
Voormalig belastingkantoor in aanbouw in 1956.

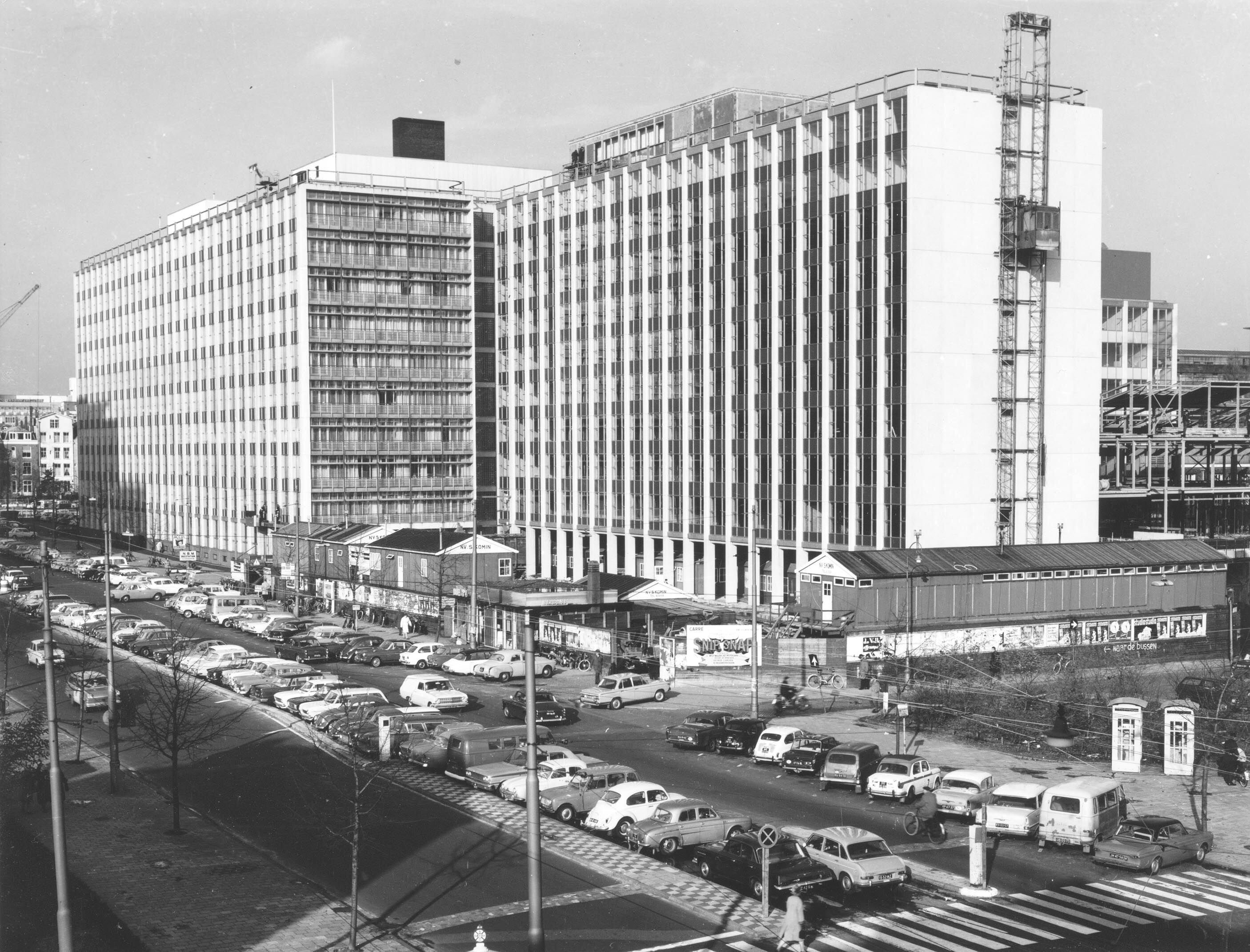
Het Wibauthuis aan de Wibautstraat 3 in Amsterdam-Oost kort voor de voltooiing in 1968, gezien vanuit het zuiden.

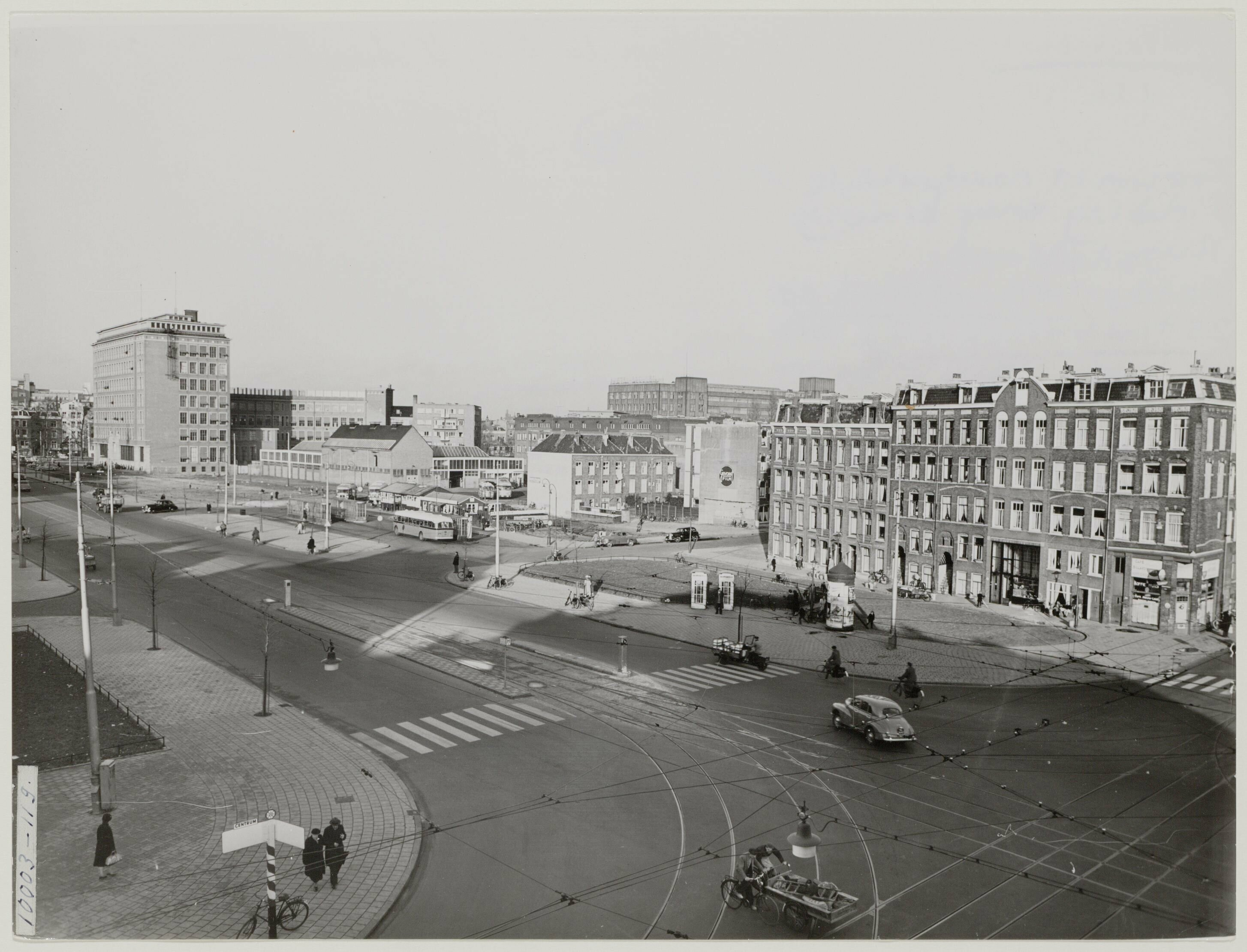
De Wibautstraat in Amsterdam gezien naar Rhijnspoorplein vanaf de kruising met de Ruyschstraat. Om de hoek de ingang van de Tilanusstraat. In het midden het busstation van de NBM; 2 December 1954.

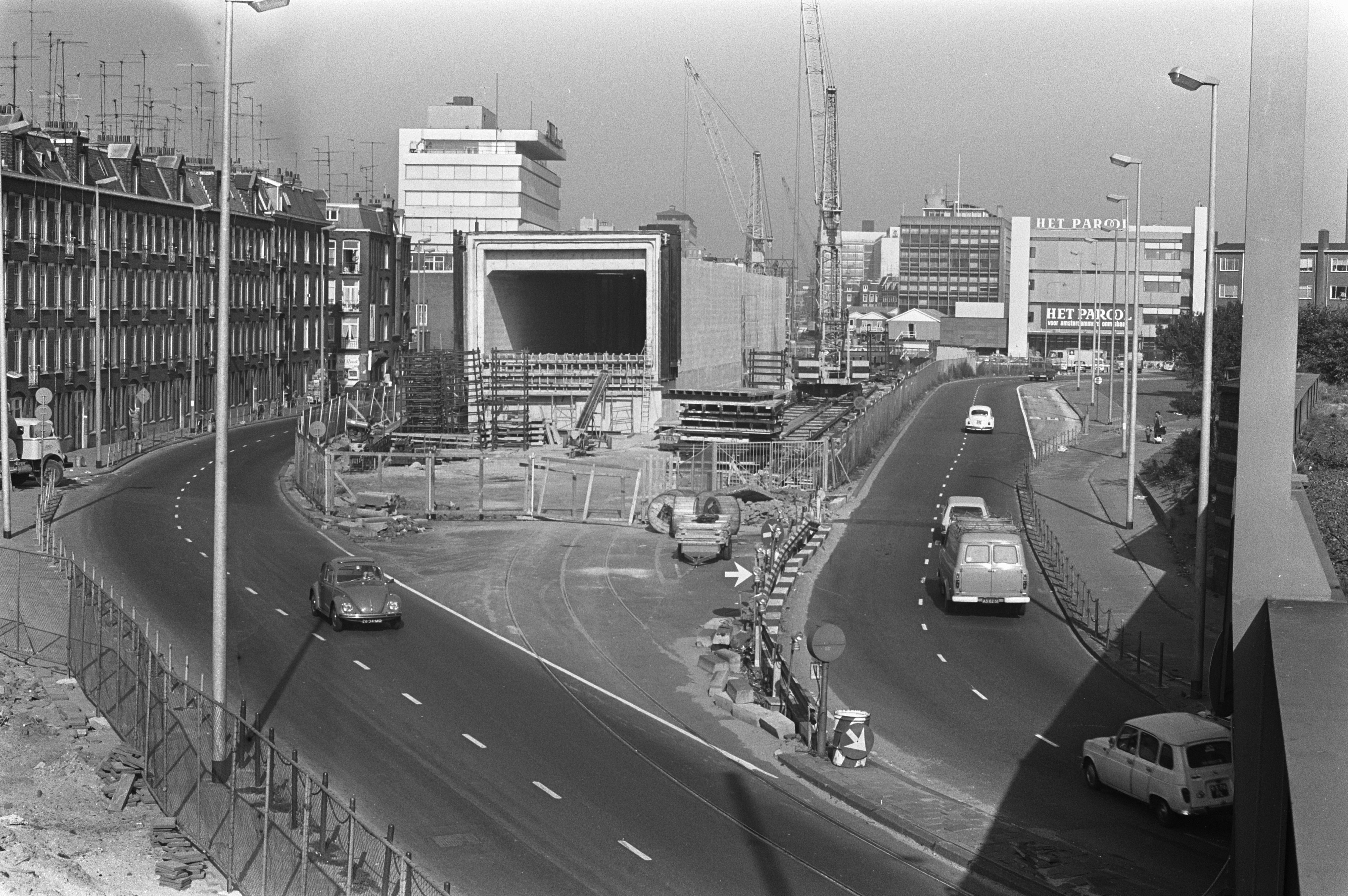
Metrobouw bij Amstelstation, bovengronds gedeelte, laatste caisson in de Wibautstraat; 4 oktober 1972.

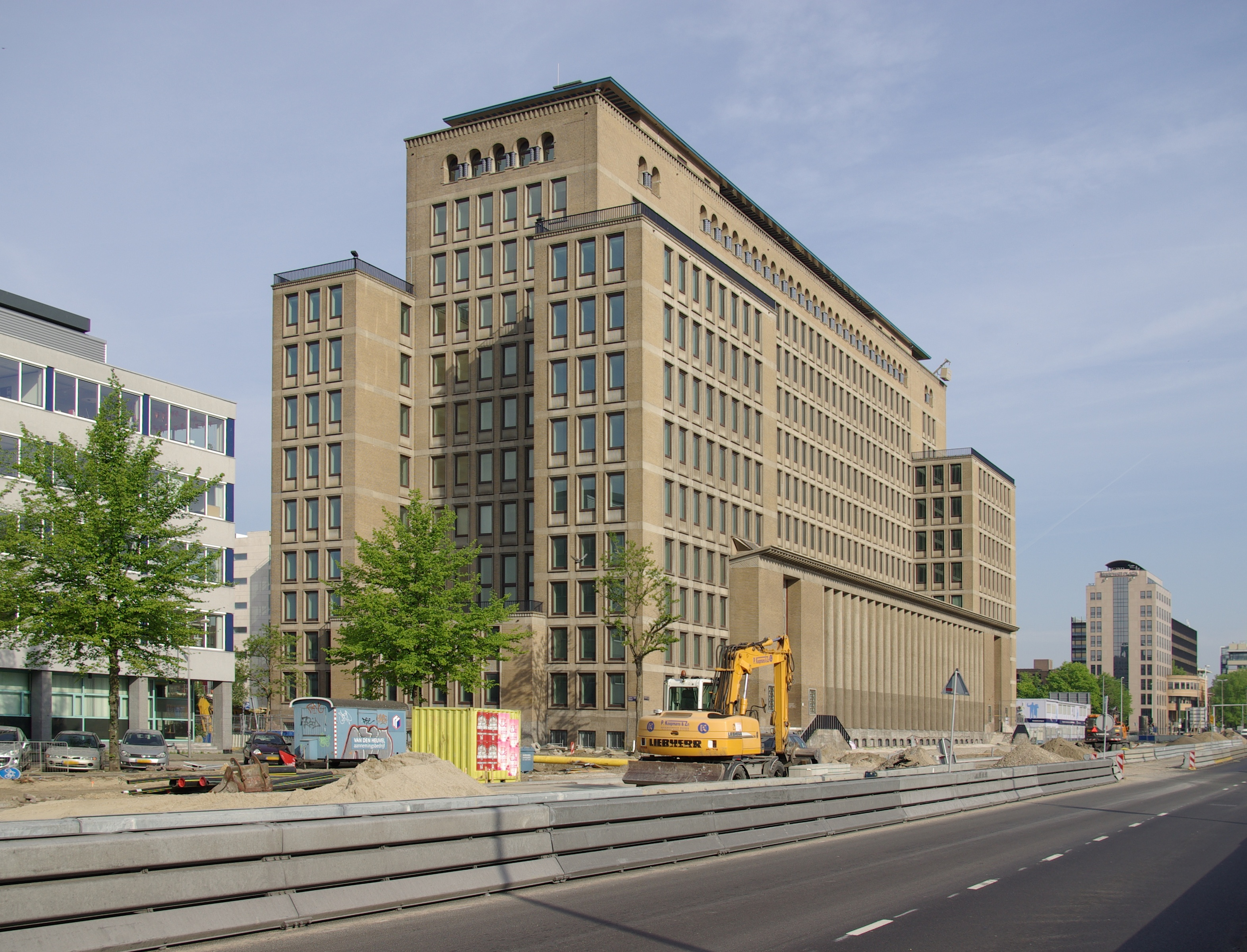
Het Kohnstammhuis, voorheen belastingkantoor; 2011.

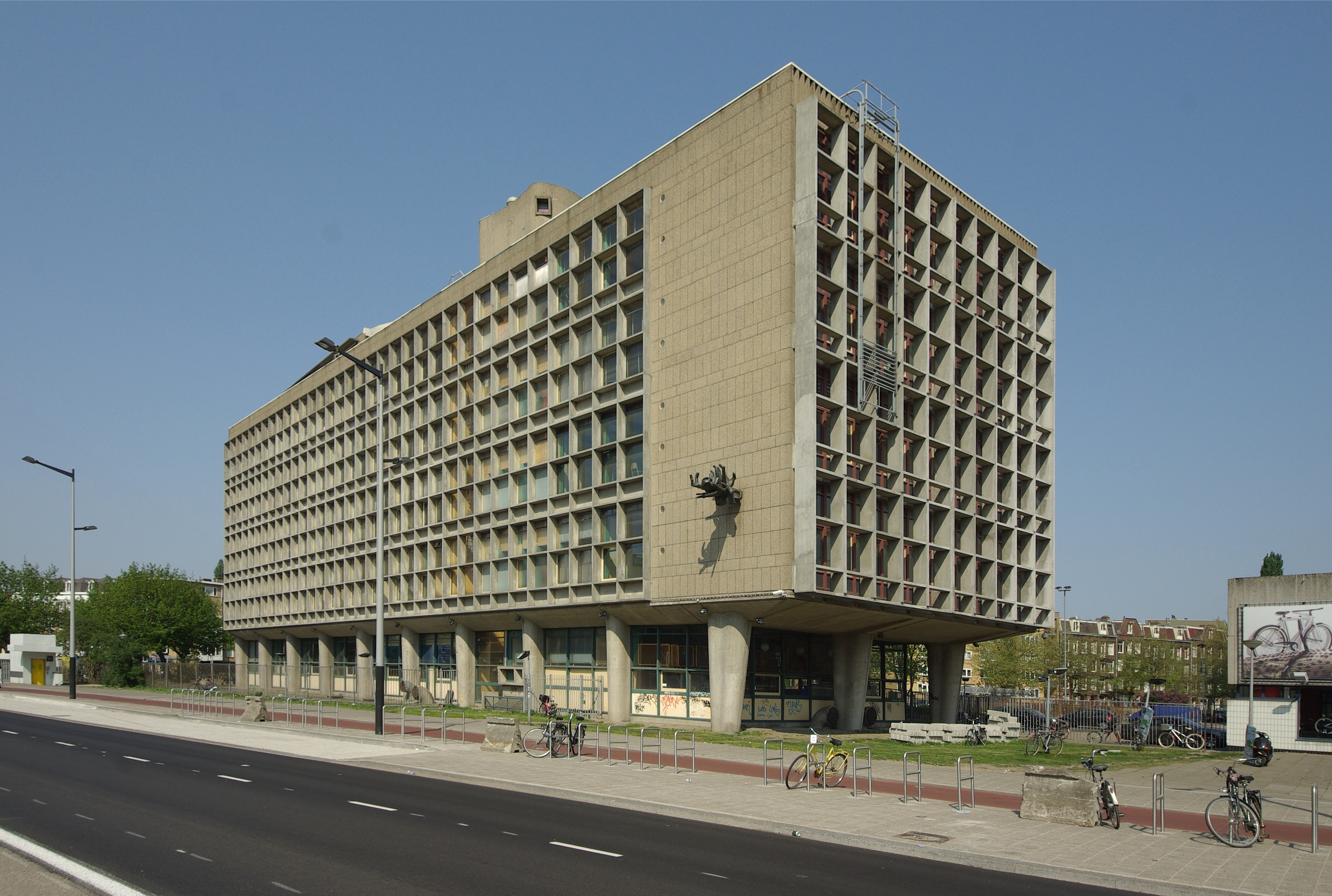
Het schoolgebouw van het Cygnus Gymnasium, voorheen van de Eerste Christelijke LTS Patrimonium.

De Wibautstraat is een straat in Amsterdam-Oost, tussen het Rhijnspoorplein en het Prins Bernhardplein (nabij het Amstelstation) en vernoemd naar oud wethouder Floor Wibaut.

## Geschiedenis
Vanaf het aan de Singelgracht bij het Rhijnspoorplein gelegen Weesperpoortstation reden van 1843 tot 1939 treinen op maaiveldniveau in de richting Utrecht. Ook vertrok hier de Gooische Stoomtram. Bij de aanleg van de Wibautstraat vanaf 1940 verdwenen de Spoorbaanstraat, de Miquelstraat en een gedeelte van de Vrolikstraat. Aan het eind van de straat bij de bocht richting Afrikaanderbuurt verscheen een spoorviaduct. Tijdens de Tweede Wereldoorlog, van 13 februari 1942 tot 18 mei 1945, was de naam van deze straat in opdracht van de bezetter gewijzigd in Weesperpoortstraat.
In de jaren '70 werd onder de straat de metro-oostlijn aangelegd. De trambaan keerde na de metrobouw niet terug. Als onderdeel van de doorgaande autoroute vanaf de Gooiseweg naar de IJtunnel werden de Wibautstraat en de aansluitende Weesperstraat verbreed tot een vierbaansweg.
Deze actie wakkerde het verzet tegen de metro aan omdat veel Amsterdammers nu voorzagen, dat metrobouw de weg vrijmaakte voor het autoverkeer. Sindsdien is de status van de Wibautstraat altijd omstreden gebleven. 

### Gebouwen
Het begin van de Wibautstraat wordt gevormd door het Rhijnspoorplein dat werd gedomineerd door drie grote kantoorgebouwen uit de jaren vijftig en zestig: de Raad van Arbeid, het gebouw van de Belastingdienst en het Wibauthuis. Dit laatste gebouw is gesloopt in 2007. Het gebouw van de Raad van Arbeid heet nu Benno Premselahuis en het voormalige Belastingkantoor heet nu Kohnstammhuis. De gebouwen zijn nu in gebruik bij de Hogeschool van Amsterdam (HvA).
Voor het voormalige Wibauthuis, waarin tussen 1963 en 1990 de stedelijke bouwkundige diensten waren ondergebracht, stond een standbeeld van Floor Wibaut. Het uit 1963 daterende Wibauthuis, ontworpen door Norbert Gawronski, werd in 2007 gesloopt. De in het Wibauthuis gevestigde Personeelsvereniging Wibaut van de gemeente Amsterdam vond onderdak bij het Ontwikkelingsbedrijf Gemeente Amsterdam op het Weesperplein. Tot 1982 was achter het Wibauthuis het busstation van Musschenbroekstraat en stalling van Centraal Nederland gevestigd. Daarna kwam er nieuwbouw en kreeg de straat tussen de Wibautstraat oostzijde en de Mauritskade de naam "Wibauthof".
Aan de andere kant van de straat staat het in 1958 door rijksbouwmeester Gijsbert Friedhoff gebouwde voormalige belastingkantoor, destijds het hoogste kantoorgebouw van Amsterdam, dat in 1994 door de belastingdienst verlaten werd. Het kwam in gebruik door de Hogeschool van Amsterdam, en het heet nu Kohnstammhuis. Deze Hogeschool ontwikkelde aan het Rhijnspoorplein en op de plaats van het oude Wibauthuis een nieuw Wibauthuis zodat aan beide zijden van de Wibautstraat de zogenaamde: "Amstelcampus" staat.
Aan de Wibautstraat (ingang zijde Vrolikstraat) staat ook het schoolgebouw van de Eerste Christelijke LTS Patrimonium uit 1956 van architect Ben Ingwersen. In 2007 werd het gebouw door toenmalig minister Plasterk opgenomen in de lijst met de 100 meest waardevolle monumenten uit de wederopbouw-periode. Sinds 2009 is het gebouw dan ook een rijksmonument. Het wordt sinds 2013 gebruikt door het Cygnus Gymnasium. Daar schuin tegenover staat Wibautstraat 80-86, jaren bekend onder de naam Jan Bommerhuis.
In de Wibautstraat waren enkele dagbladen gevestigd; de Volkskrant sinds 1965 op nummer 150, Het Parool sinds 1970 in een door architectenbureau Van den Broek en Bakema ontworpen gebouw op nummer 131 en Trouw sinds 21 februari 1976 in een aan dit gebouw toegevoegde kantoortoren. Het Parool verhuisde in 2003; de Volkskrant en Trouw volgden in 2007. Het Trouwgebouw was tussen 2009 en 2015 een populaire nachtclub.
Het hoofdkantoor van Renault Nederland (en voor een korte periode Renault-Nissan Nederland), was gevestigd aan de Wibautstraat bij het Prins Bernhardplein. Dit industriële complex is kenmerkend voor de straat. Renault-Nissan Nederland verhuisde naar Schiphol-Rijk. Het pand is gerestaureerd waarbij het oorspronkelijke concept werd hersteld. Momenteel is in het complex onder meer het hoofdkantoor van het moederbedrijf van Het Financieele Dagblad en BNR Nieuwsradio gevestigd.
Bij de huisnummers Wibautstraat 31 tot en met 55 stond rond 1980 het krakersbolwerk Blaaskop, vernoemd naar de Blasiusstraat. De originele gebouwen gingen ondanks protesten tegen de vlakte en werd vervangen in het kader van stadsvernieuwing.
In 2020 werd het Thonikgebouw opgeleverd, een samenwerking tussen graficus en architect.

## Verkeer en vervoer
De Wibautstraat maakt deel uit van de stadsroute s112 en sluit aan op de Gooiseweg. Ter hoogte van de Vrolikstraat ligt het metrostation Wibautstraat voor de metrolijnen 51, 53 en 54. Iets noordelijker dan dit metrostation wordt de Wibautstraat gekruist door tramlijn 3. Van 1942 tot 1944 reed tramlijn 3 door de Wibautstraat naar het Krugerplein. Van 1945 tot 1965 reed tramlijn 5 hier naar het Amstelstation en tussen 1961 en 1971 tramlijn 7. Daarna zijn de tramsporen opgebroken. Tussen 1970 en 1977 gebruikte men bij de aanleg van de oostlijn van de Amsterdamse metro die deels onder de Wibautstraat loopt, grote betonnen caissons. Omdat een groot deel van de straat hierdoor versperd was werd het verkeer stadinwaarts over een tijdelijke weg om de 'Parooldriehoek’ heen geleid langs de Platanenweg en Vrolikstraat.

## Bruggen en viaduct
De Wibautstraat begint in het noorden bij brug 425, het viaduct waarop het Rhijnspoorplein ligt over de Mauritskade. Aan het zuideinde zijn ook kunstwerken te zien, de Wibautspoorbrug en Piet Kramers brug 427.

### Wibautspoorbrug
De Wibautspoorbrug werd gebouwd rond 1938. Vanaf 1843 lag hier op maaiveldniveau de Rhijnspoorweg van Station Amsterdam Weesperpoort naar Utrecht. In verband met de Spoorwegwerken Oost werd de lijn verlegd van het Weesperpoortstation naar het Centraal Station. Die laaggelegen lijn had veel gelijkvloerse verkeersovergangen op het korte traject. Het nieuwe traject werd op een spoordijk gelegd; met viaducten voor de kruisingen met het wegverkeer. Zo ook hier op het traject tussen de in 1939 geopende stations Muiderpoort en Amstelstation. Vlak bij deze plek kwamen het oude en nieuwe traject samen.
Het viaduct kwam schuin over de weg te liggen, om ook nog een relatief brede straat te overspannen werd het relatief lang. Er werd op het nieuwe traject op veel plaatsen tegelijkertijd gebouwd. Dit had tot gevolg dat dit spoorviaduct een grote gelijkenis vertoont met de Mr. Treubspoorbrug. Dus ook hier stalen pijlers op betonnen sokkels en stalen dwarsbalken waarop de stalen brugliggers. De massief aandoende landhoofden zijn van baksteen en lijken daarom in de Amsterdamse Schoolstijl uitgevoerd te zijn. De wanden dwars op het spoor zijn ecru betegeld. Oorspronkelijk lagen er vier sporen op de brug waarmee de brug breder is dan andere bruggen richting Muiderpoortstation die maar twee sporen hebben. Het viersporige traject begon voor de brug en liep door tot na het Amstelstation. In 1972 werden de middelste sporen buiten dienst gesteld en vanaf 1977 voor de metro bestemd, behalve het gedeelte na de ingang van de metrotunnel waar de middelste sporen werden opgebroken. De ver uit elkaar gelegen sporen herinneren nog aan het viersporige baanvak.
De brug kreeg in november 2017 haar naam. Op de spoorbrug staat kunstwerk Doe iets van Serge Verheugen.

## Afbeeldingen

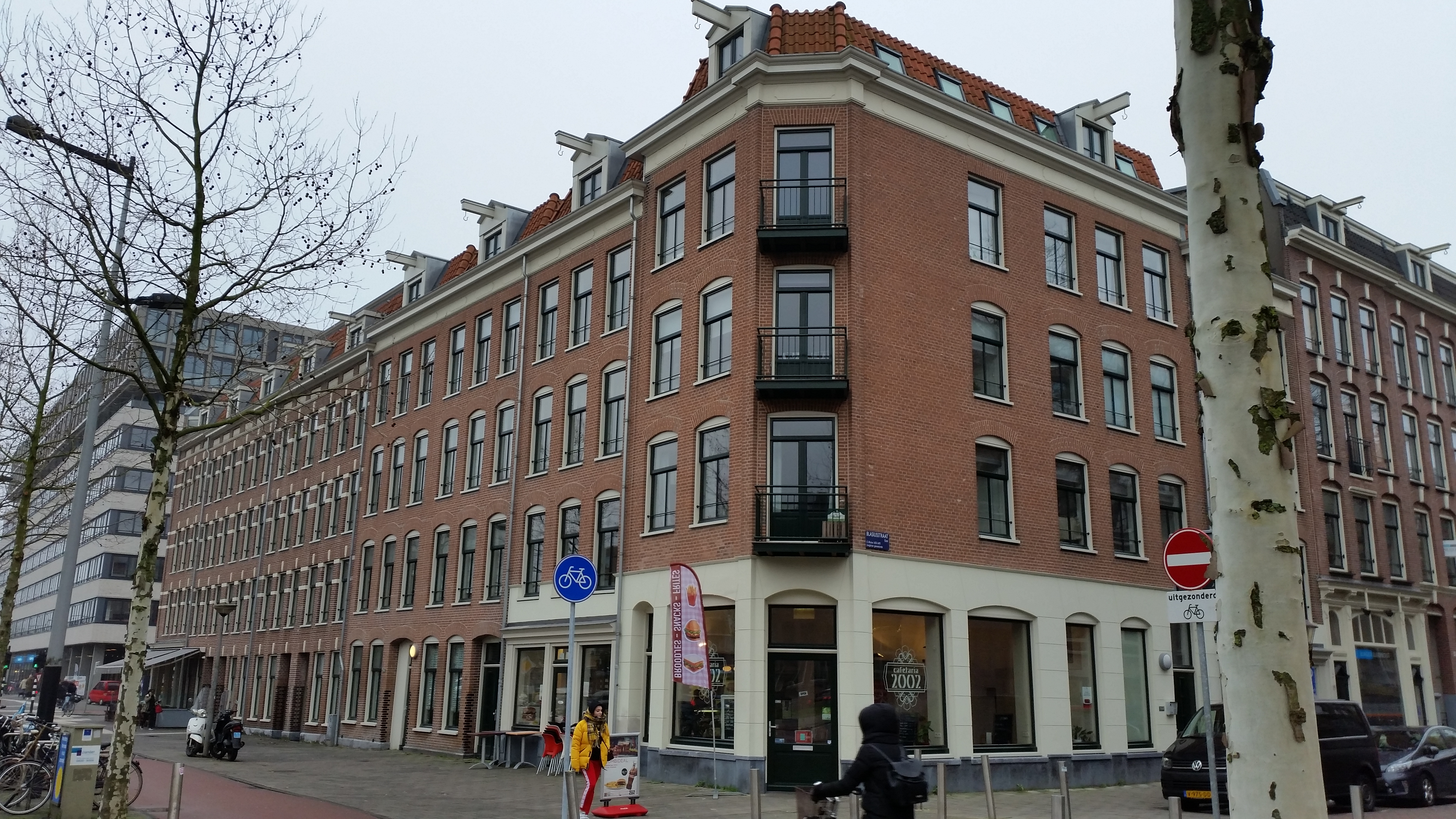
Wibautstraat 48 (links), hoek Blasiusstraat (rechts); 2019.
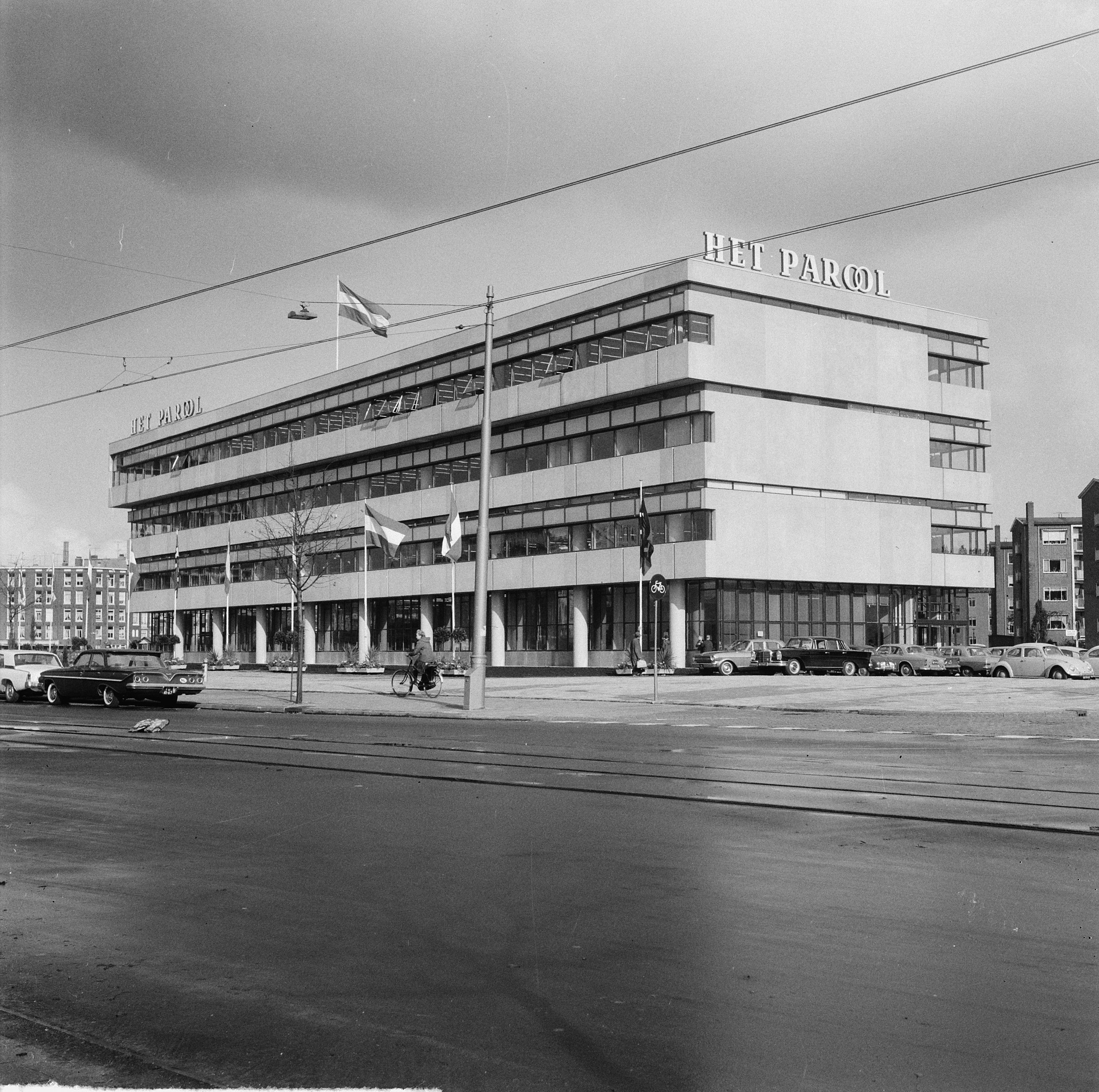
Het nieuwe gebouw van Het Parool; 1964.
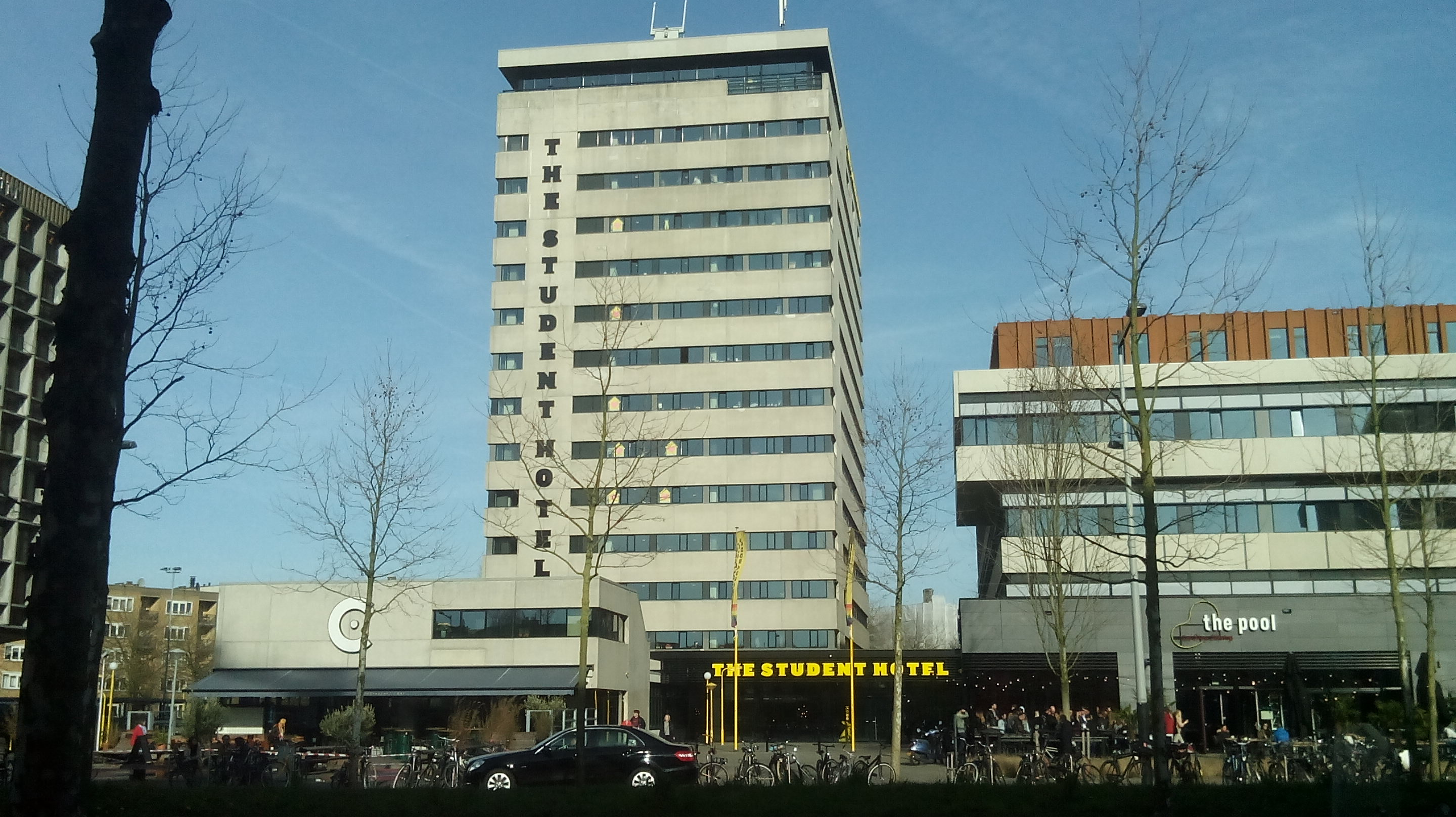
De Parooltoren, tegenwoordig in gebruik als 'The Student Hotel'; 2017.
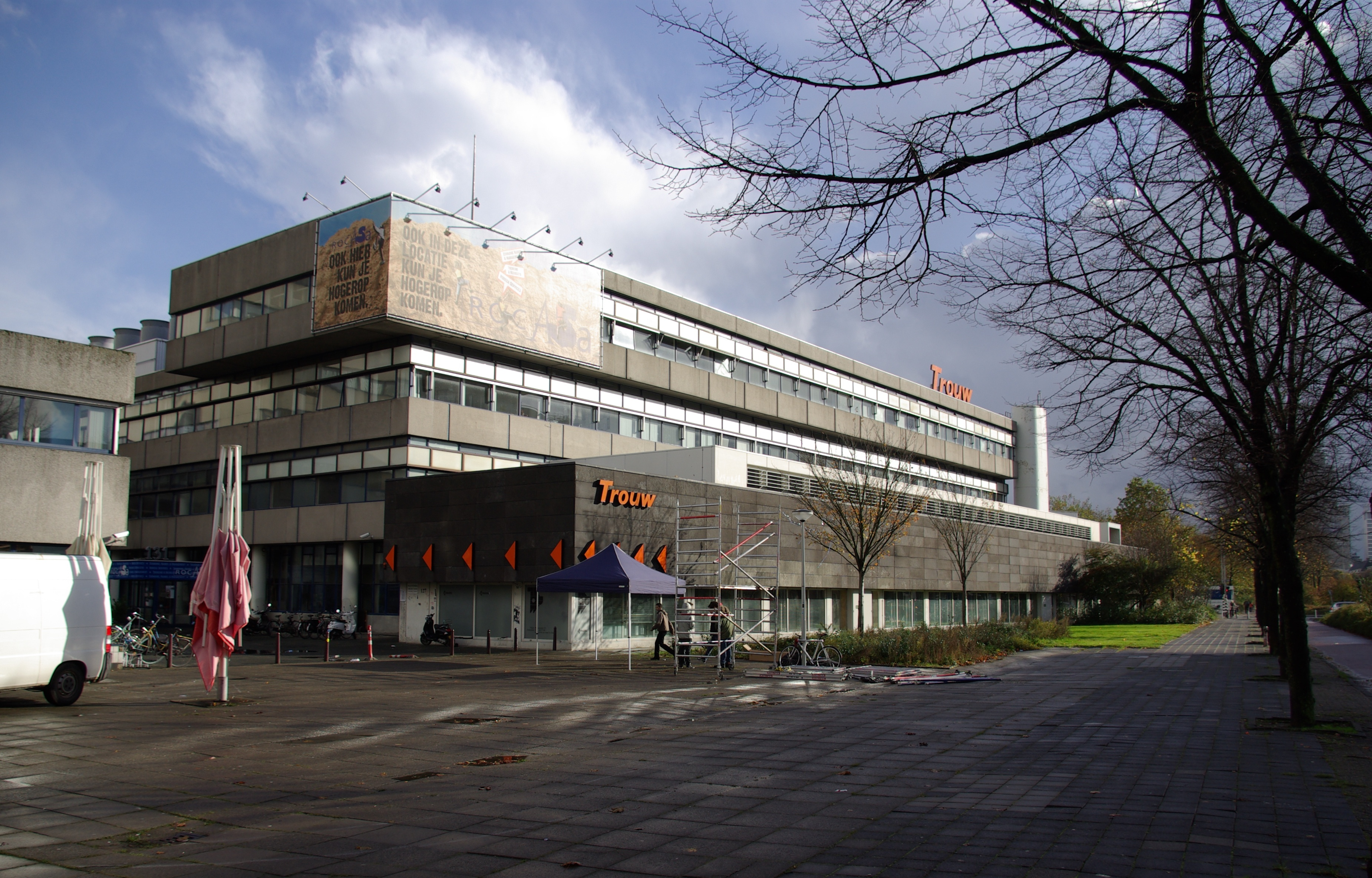
Voormalig kantoorgebouw van de krant Trouw; 2009.
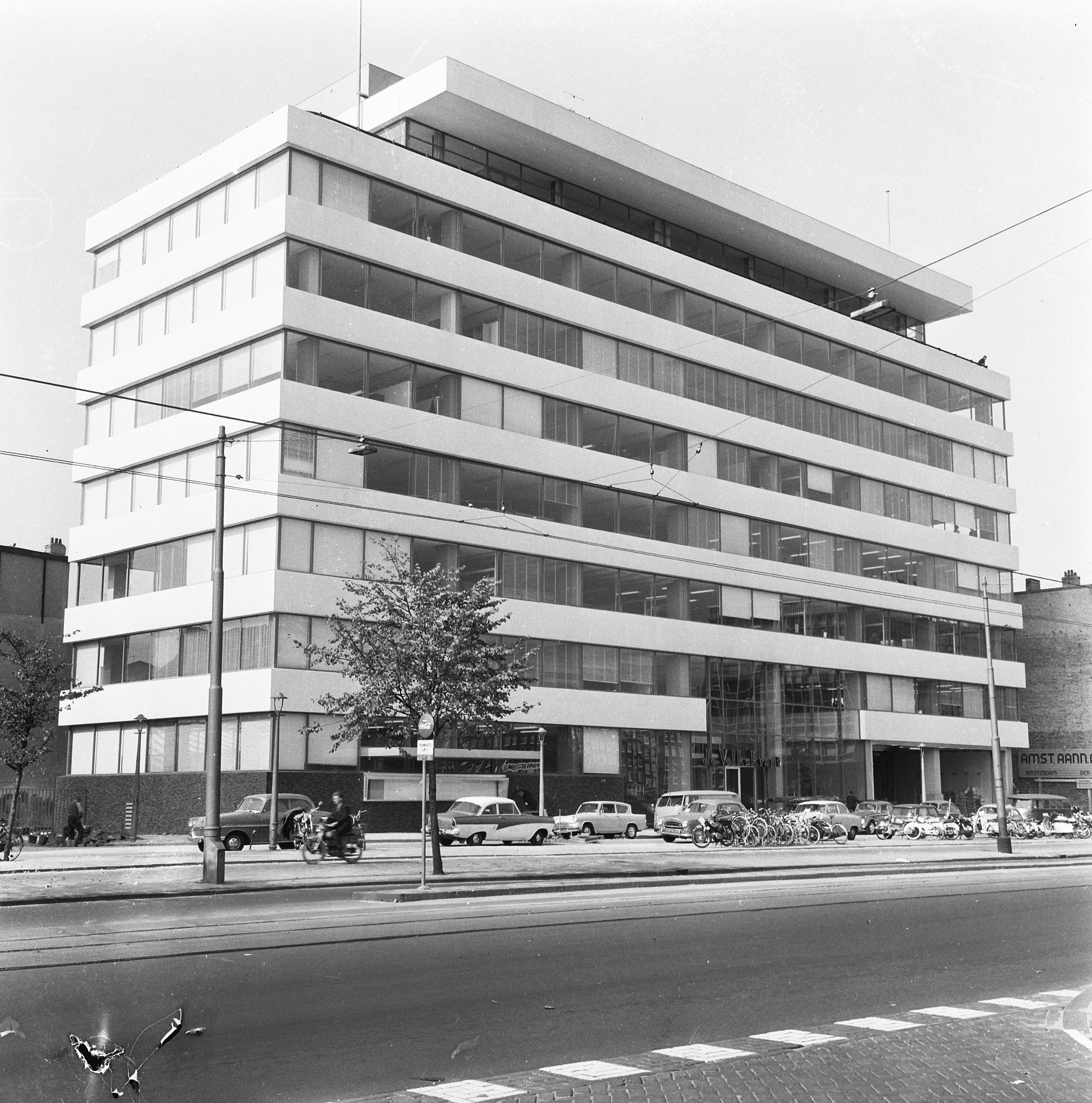
Het nog nieuwe de Volkskrantgebouw in 1965.
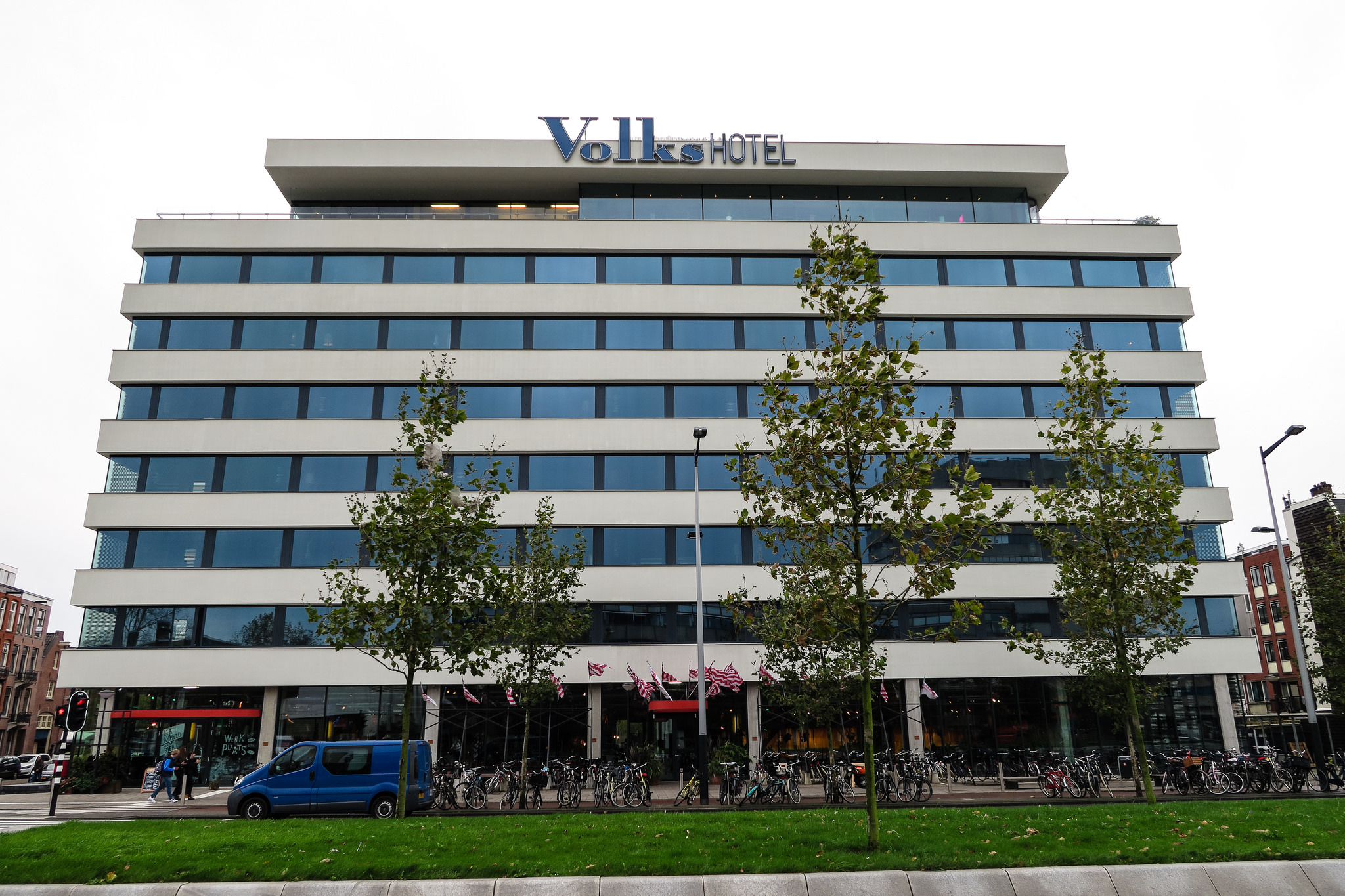
Het gebouw van de Volkskrant aan de Wibautstraat, sinds 2014 Volkshotel.
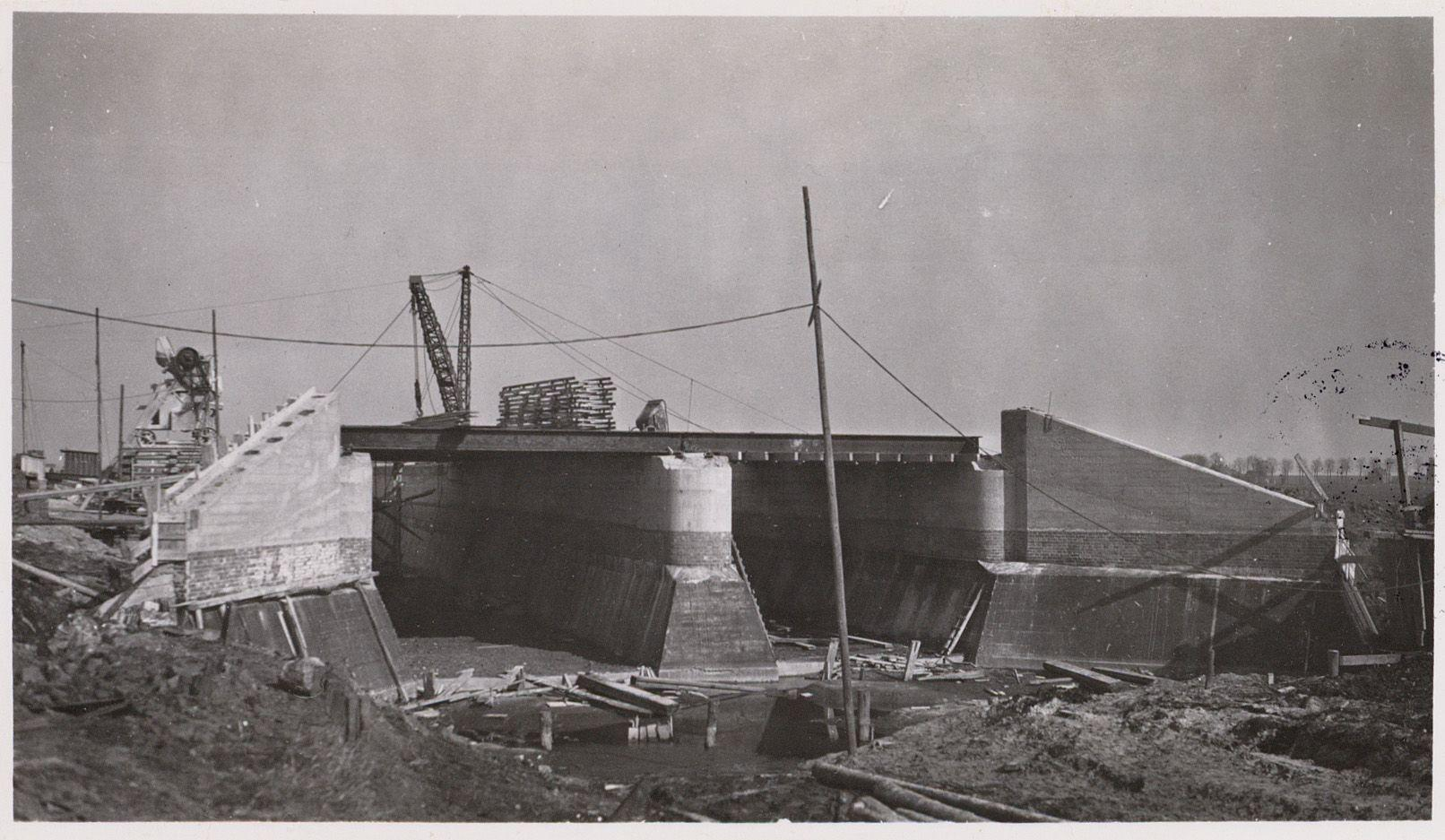
Bouw spporwegviaduct in 1936.
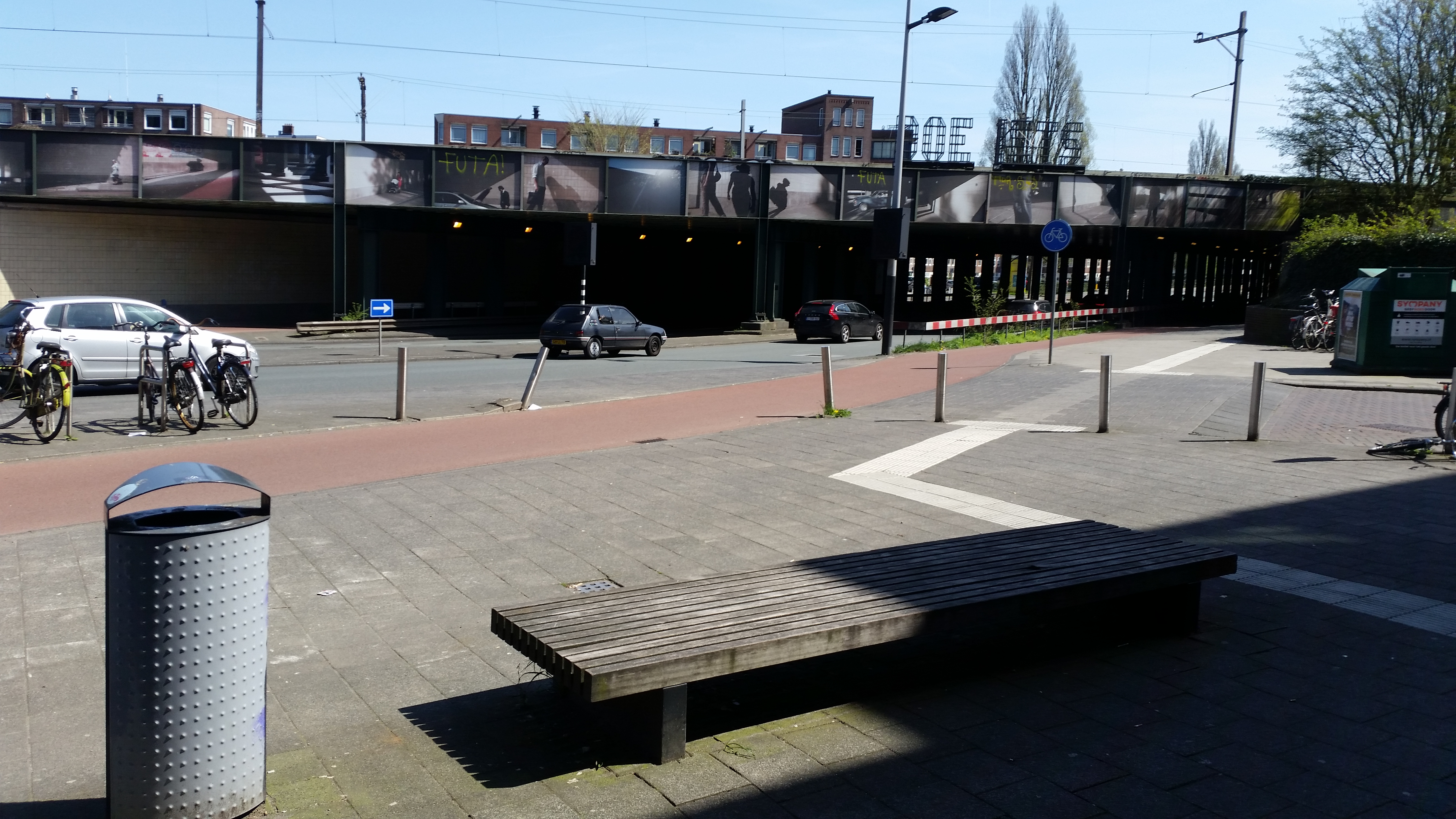
Wibautspoorbrug vanuit noorden gezien; april 2018.

### Beeld van Wibaut

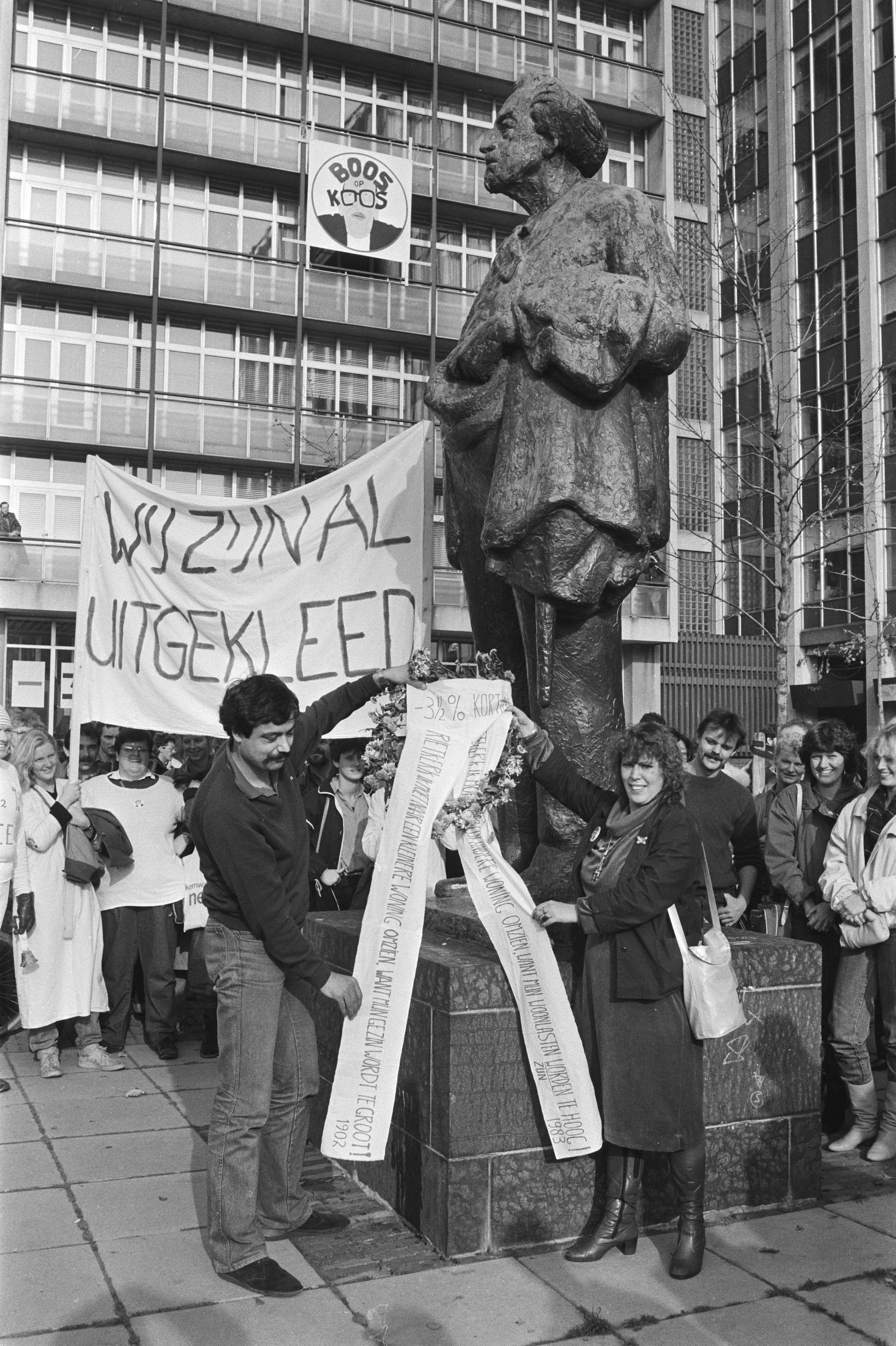
Amtenaren leggen een krans bij het beeld van Wibaut, 1983.
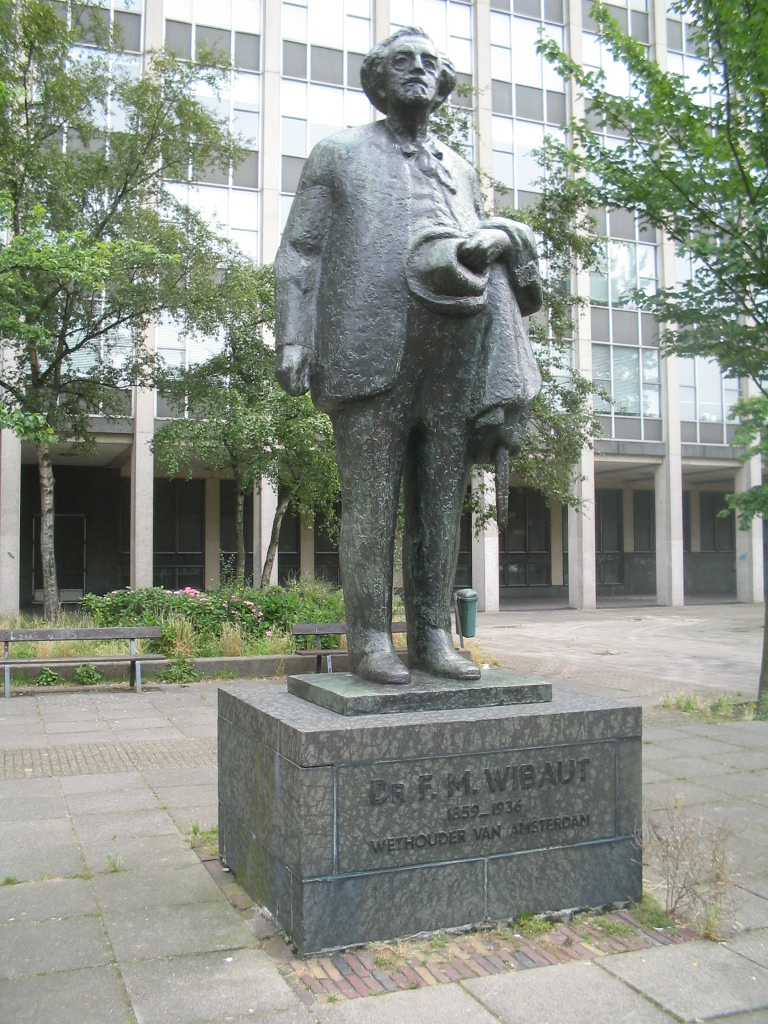
Beeld van Floor Wibaut naar wie de Wibautstraat is genoemd.

Abcouderpadspoorbrug ·
AMC-Padspoorbrug ·
Amstelveensewegspoorbrug ·
Anderlechtspoorbrug ·
Arlandaspoorbrug ·
Basiswegspoorviaduct Oost ·
Basiswegspoorviaduct West ·
Beethovenspoorbrug ·
Ben Viljoenspoorbrug ·
Beukenwegspoorbrug ·
Bonispoorbrug ·
Bos en Lommerspoorbrug ·
Spoorbrug in de Burgemeester Stramanweg · 
Bullewijkspoorbrug ·
Carrascospoorviaduct ·
Celebesspoorbrug ·
Comeniusspoorbrug ·
Czaar Peterspoorbrug ·
Cruquiusspoorbrug ·
Dalsteinbrug ·
Domselaerspoorbrug ·
Erasmusspoorbrug ·
Europaboulevardspoorbrug ·
Frans de Wollantsspoorbrug ·
Gaasperdammerspoorbrug ·
Haarlemmerwegspoorbrug ·
Heemstedespoorbrug ·
Hemsterhuisspoorbrug ·
Henk Sneevlietspoorbrug ·
Hoogoorddreefspoorbrug ·
Houtmanspoorbrug ·
Houttuinenspoorbrug ·
Insulindespoorbrug ·
Jan Evertsenspoorbrug ·
Jan van Galenspoorbrug ·
Johan Huizingaspoorbrug ·
Kabelwegspoorbrug ·
Karspeldreefspoorbrug ·
Kastrupspoorbrug ·
Kattenburgerspoorbrug ·
Korte Prinsengrachtspoorbrug ·
Kruislaanspoorbrug ·
Lelylaanspoorbrug ·
Linnaeuskadespoorbrug ·
Linneausstraatspoorbrug ·
Meibergpadspoorbrug ·
Molukkenspoorbrug ·
Mr. Treubspoorbrug ·
Museumlijnspoorbrug ·
Nieuwegeinspoorbrug ·
Nieuwe Haagsespoorbrug ·
Noordzeewegspoorbrug ·
Omvalspoorbrug ·
Oostertoegangsspoorbrug ·
Oosterdoksspoorbrug ·
Overbrakerspoorbrug ·
Overzichtspoorbrug ·
Pablo Nerudaspoorbrug West ·
Pablo Nerudaspoorbrug Oost ·
Parnassusspoorbrug ·
Piarcospoorviaduct ·
Pieter Calandspoorbrug ·
Planciusspoorbrug ·
Ringdijkspoorbrug ·
Robert Fruinspoorbrug ·
Rozenoordspoorbrug ·
Schinkelspoorbrug ·
Seinewegspoorbrug Noord ·
Seinewegspoorbrug Zuid ·
Sloterdijkerwegspoorweg ·
Solitudolaanspoorbrug ·
Spaarndammerspoorbrug ·
Strandvlietspoorbrug ·
Tafelbergspoorbrug ·
Tjepmaspoorbrug ·
Transformatorwegspoorbrug ·
Van Swindenspoorbrug ·
Vlaardingenspoorbrug ·
Westerdoksdijkspoorbrug ·
Westertoegangsspoorbrug ·
Wibautspoorbrug ·
Wiltzanghspoorbrug ·
Wijttenbachspoorbrug ·
Zaandijkspoorbrug ·
Zaventemspoorbrug ·
Zeeburgerdijkspoorbrug ·
Zeeburgerpadspoorbrug